# Szabó-Selényi Zsuzsa
Szabó-Selényi Zsuzsa (Kolozsvár, 1923. július 12. – 2013. december 27.) erdélyi magyar toxikológus, fizikai-kémiai szakíró, Szabó Endre felesége.

## Életútja, munkássága
Középiskolai tanulmányait szülővárosában, a Református Leánygimnáziumban (1942), egyetemi tanulmányait a Bolyai Tudományegyetem Természettudományi Karán (1947) végezte. Szakmai pályáját tanárként kezdte a kolozsvári Leánylíceumban (1947–49), ezután a marosvásárhelyi Közegészségügyi Intézet (1949–59), majd az Egészségügyi és Járványellenes Központ munkatársa (1959–82).
Szakdolgozatokat közölt ásványvizeinkről, élelmiszeripari és toxikológiai vizsgálatainak eredményeiről (Studii şi Cercetări de Chimie, Igiena, Aluta, Orvosi Szemle, Élelmiszertudományi Közlöny). Társszerzője volt több tanulmánykötetnek:
- Activitatea ştiinţifică a Institutului de Igienă Filiala Târgu-Mureş între anii 1949–1957 (Bukarest, 1957);
- Metode de investigare în domeniul medicinii muncii. III. (Bukarest, 1973);
- Hargita megye természetes gyógytényezői (Csíkszereda, 1977).

Gondozásában jelent meg férje, Szabó Endre radiológus posztumusz munkája: Kovászna, a természet ajándéka (Kovászna, 1998).